# دیوید بارتون (بازیکن فوتبال)
دیوید بارتون (انگلیسی: David Barton؛ زادهٔ ۹ مهٔ ۱۹۵۹) بازیکن فوتبال اهل بریتانیا است.
از باشگاه‌هایی که در آن بازی کرده‌است می‌توان به باشگاه فوتبال نیوکاسل یونایتد، باشگاه فوتبال بلکبرن روورز، و باشگاه فوتبال دارلینگتون اشاره کرد.